# Шейновска битка
Шейновската битка е заключителното действие на Южния руски отряд за разгрома на Централната османска армия в Руско-турската война (1877 – 1878).

## Оперативна обстановка
След падането на Плевен са освободени значителни руски сили за всеобщо настъпление през Стара планина. В края на декември 1877 г. Южният отряд на руската армия с командир генерал-лейтенант Фьодор Радецки преминава Стара планина при трудни зимни условия и пристъпва към изпълнение поставената му задача – разгром на Централната турска армия с командир Вейсел паша от 26 768 офицери и войници и 83 оръдия. За изпълнение на задачата Южният отряд е разделен на три отряда:
- Ляв отряд с командир генерал-лейтенант Николай Святополк-Мирски от 18 800 офицери и войници, и 24 оръдия.

- Централен отряд с командир генерал-лейтенант Фьодор Радецки от 11 500 офицери и войници, и 50 оръдия.

- Десен отряд с командир генерал-лейтенант Михаил Скобелев от 15 840 офицери и войници, и 14 оръдия.

Идеята на командването е Централният отряд да ангажира войските на връх Свети Никола, а левият и десният отряд, чрез обход, да се явят във фланг на укрепения лагер при Шипка–Шейново и да го разгромят.
За спиране на руското настъпление през проходите на Средна Стара планина е определена Централната турска армия с командир Вейсел паша от 41 табора, 26 ескадрона и 83 оръдия. За целта е изграден силно укрепеният Шейновски лагер. Разположен е срещу южния изход на Шипченския проход и е с формата на кръг около село Шейново. Най-силно укрепена е източната му част, състояща се от две отбранителни линии и с обща дълбочина до 2 км. Първата линия е групирана около пет могили, където са разположени две батареи и стрелкови ложименти. Втората линия е съставена от пет редута, които чрез кръстосан огън се охраняват флангово в равната и открита местност. Командният пункт е разположен зад втората линия на могилата Голяма Косматка. Тук се намират и резервите на Вейсел паша. На западния участък са устроени други 9 редута. Всички редути са усилени с дългобойна артилерия.

## Бойни действия
Силите на лявата руска колона са съсредоточени в село Мъглиж. Взето е решение да се атакува Шейновския укрепен лагер. Главните сили са насочени към източната страна на лагера. Около 12:30 ч. на 27 декември атакуващите превземат първата отбранителна линия на противника. Опитът да се превземе втората отбранителна линия е неуспешен, но русите отразяват последвалата турска контраатака. Командирът на частите преценява, че офицерите и войниците са изтощени, и взема решение да се нощува на заетата позиция. Тя е укрепена през нощта и направена недостъпна за вражеските сили. Изпратено е донесение до генерал-лейтенант Фьодор Радецки с настояване за енергични действия на централната и дясната колона.
През нощта на 27 срещу 28 декември Вейсел паша прегрупира своите сили. Шейновският лагер е укрепен с 4 табора, свалени от Шипченския проход. В 6:30 часа на 28 декември започва атака срещу лявата руска колона, като последователно пренася удара от десния към левия руски фланг. Особено ожесточен е боят при гората край село Секерчево. Турците са отбити и са заети техни редути от втората отбранителна линия. Обхванати са двата им фланга от източната страна на Шейновския лагер. Предприета е атака и на село Шипка. След забелязано масово отстъпление на турски части, лявата колона в 10 ч. преминава в настъпление срещу западната страна на лагера. Овладени са първите траншеи и е отбита последвалата контраатака. Шестдесет и трети углицки пехотен полк, 9-а стрелкова бригада и 5-а опълченска дружина атакуват и превземат централния Шейновски редут №2. Успешна е и атаката на Шейновски редут №1 от Трети стрелкови батальон на 63-ти углицки пехотен полк. Батальонът е вдигнат в атака от полковник Всеволод Панюхин и барабанчика на полка. Към 14 ч. части на лявата и дясната колона се съединяват южно от превзетото село Шипка. Вражеските сили в Шейновския лагер са разкъсани, като е провален опитът на Вейсел паша да възстанови връзката между турските части. Принуден е да съсредоточи останалите му сили около командния си пункт при могилата Голяма Косматка и да поиска капитулация.
Към 12 ч. в атака срещу турските сили на Шипченския проход преминава и централната колона. Главният удар нанася 55-и подолски пехотен полк. Обходно движение осъществяват по един батальон от 35-и брянски пехотен полк и 56-и житомирски пехотен полк. С цената на 1507 убити и ранени офицери и войници, централната колона сковава силите на турската групировка и не допуска тя да окаже помощ на Шейновския лагер.
Изправен пред неминуемо поражение, към 15 ч. Вейсел паша изпраща парламентьор при генерал-лейтенат Михаил Скобелев с предложение за капитулация. Предложението е прието с условие да се предадат и частите при Шипченския проход.

## Резултати
Шейновската битка завършва с пленяването на цялата Централна османска армия от 3 паши, 765 офицери и 22 000 войници. Броят на убитите и ранените е 4000 души офицери и войници. Османската империя се лишава от най-боеспособната си армия към началото на 1878 г. Окончателно е разкъсана отбранителната турска линия по Стара планина. Открит е пътят за настъпление в Тракия и към Одрин. Общите руски загуби са 5107 убити и ранени офицери и войници.

## Галерия

### Карти
- Карта на турските редути около село Шейново
- Общ план на Шейновската битка
- Атаката от запад на частите на генерал-лейтенат Михаил Скобелев
- Атаката от изток на частите на генерал-лейтенант Николай Святополк-Мирски
- Шейновската битка от запад

### Паметници
- Възпоменателен паметник на победата в Шейновската битка
- Братска могила на загинали руски войни от 16-а пехотна дивизия
- Братска могила на загинали руски войни от 16-а пехотна дивизия
- Братска могила на загинали руски войни от 30-а пехотна дивизия
- Братска могила на загинали руски офицери от 16-а пехотна дивизия
- Братска могила на загинали от 9-а пехотна дивизия, 4-та стрелкова бригада и 1-ва планинска батарея

## Загуби
| Подразделение                                        | Убити                            | Убити                            | Изчезнали                        | Ранени/контузени                 | Ранени/контузени                 | Общо                             | Общо                             |
|                                                      | офицери                          | войници                          | войници                          | офицери                          | войници                          | офицери                          | войници                          |
| Централен отряд, генерал Радецки                     | Централен отряд, генерал Радецки | Централен отряд, генерал Радецки | Централен отряд, генерал Радецки | Централен отряд, генерал Радецки | Централен отряд, генерал Радецки | Централен отряд, генерал Радецки | Централен отряд, генерал Радецки |
| ---------------------------------------------------- | -------------------------------- | -------------------------------- | -------------------------------- | -------------------------------- | -------------------------------- | -------------------------------- | -------------------------------- |
| 53-ти волински пехотен полк                          | 0                                | 1                                | 0                                | 0                                | 9                                | 0                                | 10                               |
| 54-ти мински пехотен полк                            | 0                                | 0                                | 0                                | 0                                | 8                                | 0                                | 8                                |
| 55-и подолски пехотен полк                           | 5                                | 265                              | 0                                | 14                               | 657                              | 19                               | 1193                             |
| 56-и житомирски пехотен полк                         | 4                                | 102                              | 55                               | 4                                | 364                              | 8                                | 521                              |
| Десен отряд, генерал Скобелев                        |                                  |                                  |                                  |                                  |                                  |                                  |                                  |
| 61-ви владимирски пехотен полк                       | 0                                | 1                                | 0                                | 0                                | 7                                | 0                                | 8                                |
| 62-ри суздалски пехотен полк                         | 0                                | 1                                | 0                                | 0                                | 1                                | 0                                | 2                                |
| 63-ти углицки пехотен полк                           | 4                                | 85                               | 0                                | 8                                | 334                              | 12                               | 419                              |
| 64-ти казански пехотен полк                          | 1                                | 38                               | 1                                | 5                                | 95                               | 6                                | 134                              |
| 11-и стрелкови батальон                              | 1                                | 70                               | 14                               | 4                                | 186                              | 5                                | 270                              |
| 1-ви донски казашки полк                             | 0                                | 2                                | 0                                | 0                                | 13                               | 0                                | 15                               |
| 9-и донски казашки полк                              | 0                                | 1                                | 0                                | 0                                | 5                                | 0                                | 6                                |
| 1-ва, 2-ра, 3-та, 4-та, 5-а и 6-а опълченска дружина |                                  |                                  |                                  |                                  |                                  |                                  |                                  |
| Ляв отряд, генерал Святополк-Мирски                  |                                  |                                  |                                  |                                  |                                  |                                  |                                  |
| 33-ти елецки пехотен полк                            | 1                                | 57                               | 17                               | 12                               | 419                              | 18                               | 493                              |
| 34-ти севски пехотен полк                            | 0                                | 84                               | 0                                | 8                                | 318                              | 8                                | 402                              |
| 36-и орловски пехотен полк                           | 3                                | 81                               | 36                               | 11                               | 328                              | 14                               | 445                              |
| 117-и ярославски пехотен полк                        | 0                                | 11                               | 0                                | 0                                | 39                               | 0                                | 50                               |
| 118-и шуйски пехотен полк                            | 0                                | 0                                | 0                                | 0                                | 0                                | 0                                | 0                                |
| 119-и коломенски пехотен полк                        | 0                                | 3                                | 0                                | 1                                | 21                               | 1                                | 24                               |
| 120-и серпуховски пехотен полк                       | 0                                | 0                                | 0                                | 0                                | 2                                | 0                                | 2                                |
| 13-и стрелкови батальон                              |                                  |                                  |                                  |                                  |                                  |                                  |                                  |
| 14-и стрелкови батальон                              |                                  |                                  |                                  |                                  |                                  |                                  |                                  |
| 15-и стрелкови батальон                              |                                  |                                  |                                  |                                  |                                  |                                  |                                  |
| 16-и стрелкови батальон                              |                                  |                                  |                                  |                                  |                                  |                                  |                                  |
| 23-ти донски казашки полк                            | 0                                | 5                                | 0                                | 1                                | 23                               | 1                                | 28                               |
| рота от 5-и сапьорен батальон                        | 0                                | 1                                | 0                                | 1                                | 1                                | 1                                | 2                                |
| 1-ва батарея от 9-а артилерийска бригада             |                                  |                                  |                                  |                                  |                                  |                                  |                                  |
| 4-та батария от 14-а артилерийска бригада            |                                  |                                  |                                  |                                  |                                  |                                  |                                  |
| 1-ва планинска батарея                               |                                  |                                  |                                  |                                  |                                  |                                  |                                  |
| 9-а опълченска дружина                               |                                  |                                  |                                  |                                  |                                  |                                  |                                  |
| ОБЩО                                                 |                                  |                                  |                                  |                                  |                                  |                                  |                                  |

| №                            | Чин                        | Имена                                     | Убит/починал               | Допълнителни данни                                                                     |
| 55-и подолски пехотен полк   | 55-и подолски пехотен полк | 55-и подолски пехотен полк                | 55-и подолски пехотен полк | 55-и подолски пехотен полк                                                             |
| ---------------------------- | -------------------------- | ----------------------------------------- | -------------------------- | -------------------------------------------------------------------------------------- |
|                              | майор                      | Мечислав Загоровский                      | убит                       |                                                                                        |
|                              | поручик                    | Козлов                                    | убит                       |                                                                                        |
|                              | поручик                    | Ильин                                     | убит                       |                                                                                        |
|                              | прапорщик                  | Аносов                                    | убит                       |                                                                                        |
|                              | корнет                     | Александър Викторович Гардер              | убит                       | ординарец на генерал-лейтенант Фьодор Радецки от 8-и лубенски хусарски полк            |
|                              | подпоручик                 | Папанинов                                 | починал                    |                                                                                        |
|                              | прапорщик                  | Доброгурский                              | починал                    |                                                                                        |
|                              | прапорщик                  | Креовецкий (Краховецкий)                  | починал                    |                                                                                        |
| 56-и житомирски пехотен полк |                            |                                           |                            |                                                                                        |
|                              | капитан                    | Бакеев                                    | убит                       |                                                                                        |
|                              | капитан                    | Чижевский                                 | убит                       |                                                                                        |
|                              | щабскапитан                | Михау                                     | убит                       |                                                                                        |
|                              | прапорщик                  | Йосиф Алехнович                           | убит                       |                                                                                        |
|                              | прапорщик                  | Николаев                                  | починал                    |                                                                                        |
| 63-ти углицки пехотен полк   |                            |                                           |                            |                                                                                        |
|                              | капитан                    | Гико-Моцениго                             | убит                       | командир на 1-ва рота                                                                  |
|                              | щабскапитан                | Саенко                                    | убит                       | командир на 8-а рота                                                                   |
|                              | поручик                    | Михеев                                    | починал                    | командирован, умира при пренасяне от санитарите                                        |
|                              | подпоручик                 | Зимницкий                                 | убит                       |                                                                                        |
|                              | прапорщик                  | Беляев                                    | убит                       |                                                                                        |
|                              | прапорщик                  | Купчинский                                | починал                    | умира на 30 декември                                                                   |
| 64-ти казански пехотен полк  |                            |                                           |                            |                                                                                        |
|                              | щабскапитан                | Вимберг                                   | убит                       | командир на 1-ва рота                                                                  |
|                              | поручик                    | Парчевский                                | починал                    | командир на 3-та рота, тежко ранен на 26 декември                                      |
| 11-и стрелкови батальон      |                            |                                           |                            |                                                                                        |
|                              | щабскапитан                | Витковский                                | убит                       | командир на 3-та рота                                                                  |
| 33-ти елецки пехотен полк    |                            |                                           |                            |                                                                                        |
|                              | щабскапитан                | Павел Шумахер                             | починал                    |                                                                                        |
|                              | подпоручик                 | Игнатий Марцинковский                     | починал                    |                                                                                        |
|                              | прапорщик                  | Максим Стефанович                         | починал                    |                                                                                        |
| 34-ти севски пехотен полк    |                            |                                           |                            |                                                                                        |
|                              | подпоручик                 | Павел Дашкевич (Иван Дашевский)           | починал                    | командир на 12-а рота, починал след две седмици                                        |
| 36-и орловски пехотен полк   |                            |                                           |                            |                                                                                        |
|                              | майор                      | Павел Бойно-Радзевич                      | убит                       | командир на 3-ти батальон                                                              |
|                              | прапорщик                  | Николай Скуляни                           | убит                       |                                                                                        |
| 13-и стрелкови батальон      |                            |                                           |                            |                                                                                        |
|                              | поручик                    | Александър Чеканов                        | починал                    | командир на 3-та рота                                                                  |
|                              | прапощик                   | Порфирий Ковалевский 2-ри                 | убит                       | командир на 2-ра рота                                                                  |
| 14-и стрелкови батальон      |                            |                                           |                            |                                                                                        |
|                              | поручик                    | Иван Грузевич-Нечай                       | починал                    | починал на 27 януари 1878 г.                                                           |
| 15-и стрелкови батальон      |                            |                                           |                            |                                                                                        |
|                              | подпоручик                 | Вячеслав Казанский                        | починал                    | починал на 30 декември 1877 г.                                                         |
| 16-и стрелкови батальон      |                            |                                           |                            |                                                                                        |
|                              | подпоручик                 | Рафаил Филипович Тимофеев                 | починал                    | адютант, починал на 28 декември 1877 г.                                                |
| 5-и сапьорен батальон        |                            |                                           |                            |                                                                                        |
|                              | подпоручик                 | Александър Константинович Кузмин-Караваев | починал                    | адютант, ординарец на генерал-лейтенант Николай Святополк-Мирски, умира на 31 декември |